# 배일도
배일도(裵一道, 1950년 9월 14일 ~ )는 대한민국 노조원 출신 정치인으로, 제17대 국회의원이다. 본관은 성주이며, 전라북도 김제 출신이다.

## 생애
서울지하철노동조합을 창설하여 해직되었다가 1998년 복직했다. 아버지는 그가 복직이 되지 않자 1993년 음독 자살했다. 대한민국 제17대 국회에서 한나라당 비례대표로 공천을 받아 의정 활동을 하였다. 2011년 서울특별시장 보궐선거에는 무소속으로 출마하였으나 낙선했다. 이후 국민생각 후보로 제19대 총선 남양주갑에 출마하였으나 낙선하였다. 이후 제18대 대선 새누리당 박근혜 후보 캠프에서 노동본부장을 맡았다.

## 역대 선거 결과
|  | 35.76% |

|  | 0.38% |

|  | 1.02% |